# Kathrin Nachbaur
Kathrin Nachbaur (* 2. April 1979 in Graz) ist eine österreichische Politikerin und ehemalige Mitarbeiterin bei Magna International. Von Oktober 2013 bis Februar 2015 war sie Klubobfrau des Team Stronach im Nationalrat. Am 1. August 2015 wurde ihr Wechsel in den Parlamentsklub der Österreichischen Volkspartei (ÖVP) bekanntgegeben. Mit 8. November 2017 schied sie aus dem Nationalrat aus.

## Studium und Beruf
Nachbaur studierte Englisch und Französisch (1997–1999) sowie Rechtswissenschaften (1997–2001) an der Universität Graz. Das Studium der Rechtswissenschaften schloss sie 2001 ab (Mag. iur.), im Jahr 2007 erfolgte die Promotion. Der Schwerpunkt ihrer Studien lag auf Europa- und Wirtschaftsrecht.
Nach dem Studium absolvierte sie ein Trainee-Programm bei Magna International in Kanada, danach die Magna Human Resources University, war Projektmanagerin in der Innovationsabteilung des Konzerns und wurde schließlich Stronachs persönliche Assistentin.
Ab 2009 war Nachbaur Frank Stronachs Büroleiterin in Österreich und Kanada und ab 2012 Vizepräsidentin des Business Development der Stronach-Gruppe.

## Politische Karriere
Ab 2011 leitete Nachbaur den Verein Stronach-Institut für sozialökonomische Gerechtigkeit in Oberwaltersdorf, dessen Vizepräsidentin sie auch war. Mit der Nationalratswahl 2013 zog sie als Abgeordnete des 2012 gegründeten Team Stronach in den Nationalrat ein. Von Oktober 2013 bis November 2014 war sie stellvertretende Parteiobfrau und von 29. Oktober 2013 bis Februar 2015 war sie Klubobfrau des Parlamentsklubs. Als stellvertretender Parteivorsitzender folgte im Februar 2015 Wolfgang Auer nach, die Leitung des Parlamentsklubs übernahm nunmehr alleine Waltraud Dietrich, nachdem Dietrich zuvor gemeinsam mit Nachbaur Klubchefin war. Ab Jänner 2014 war Nachbaur Mitglied im Team Stronach Steiermark.
Vor ihrem Rücktritt als stellvertretende Parteiobfrau im November 2014 war bekannt geworden, dass Stronach Nachbaur die Gage als Vizepräsidentin der Stronach-Gruppe von rund 140.000 Euro im Jahr gestrichen hatte, wobei sie als Klubchefin eigentlich keinen Zuverdienst haben dürfte. Dies wurde legal umgangen, indem Waltraud Dietrich geschäftsführende Klubchefin war. Nachbaur trat in den Medien als Klubchefin auf und bezog statt des Klubobfrau-Gehalts von rund 14.000 Euro ein Abgeordnetengehalt von 8.300 Euro brutto im Monat. Zusätzlich zu ihrem Abgeordnetengehalt sowie rund 10.000 Euro von der Stronach Group erhielt sie ab Februar 2014 noch 4.000 Euro als Geschäftsführerin der TS-Akademie.

## Privates
Nachbaur wurde mit 19 Jahren in Bad Aussee zur Narzissenkönigin gewählt. 1997 und 1998 war sie auch als Model tätig.
Sie hat eine Lebensgemeinschaft mit Christian Jauk, dem Vorstandsvorsitzenden der Capital Bank und Präsidenten des SK Sturm Graz und ist Mutter zweier Söhne.

## Schriften
- Gesundes Unternehmenswachstum und wirksamer Minderheitenschutz. Leisten Corporate Governance Kodices einen Beitrag für eine nachhaltig prosperierende Wirtschaft in Europa und Nordamerika? Südwestdeutscher Verlag für Hochschulschriften, Saarbrücken 2010, ISBN 978-3-8381-0177-4.
- mit Frank Stronach: Der Magna Mann. Die Frank Stronach Erfolgsformel. edition a, Wien 2013, ISBN 978-3-99001-064-8.